# Storklas och Lillklas
För sagan av H.C. Andersen, se Lill-Klas och Stor-Klas.
Storklas och Lillklas (Mutt and Jeff i original, ursprungligen Mr. A. Mutt) var en av de allra första dagliga dagspresserierna, skapad av Bud Fisher 1907.

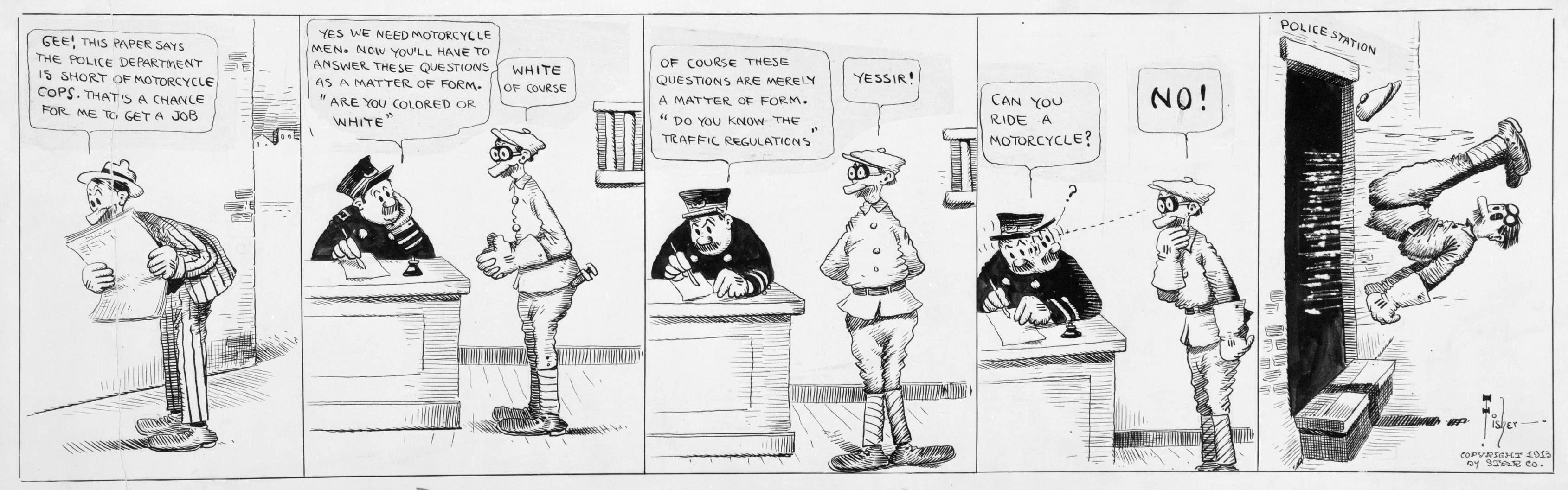
Storklas och Lillklas-strip från 1913

Serien publicerades för första gången 15 november 1907 på sportsidorna i San Francisco Chronicle. Då var Storklas (Mutt) ensam titelkaraktär. Efter Lillklas (Jeff) intåg i mars 1908 flyttade den till seriesidan i San Francisco Examiner och syndikerades av King Features. Serien kom att bli en stor succé och så småningom togs den över av Fishers medarbetare, mest känd var Al Smith som tecknade den mellan 1932 och 1980. 1982 lades serien slutligen ner.